# Museo Mauritianum
El Mauritianum es un museo de historia natural ubicado en la ciudad de Altemburgo (Turingia). Tras las reformas realizadas en la biblioteca en el año 1817 se abrió un espacio para la investigación y exposición de los eventos de interés natural de la comarca del Osterland, poniendo la sede de este edificio a disposición de la ciudad para que fuera abierto como museo, el palacio era antes propiedad del conde de Sajonia-Altemburgo. Hoy en día el museo tiene un fondo de cerca de 40.000 objetos clasificados en diferentes categorías. 
El edificio actual fue construido en 1907-1908 de acuerdo con los planes del director de Construcción del Estado de Sajonia-Altenburg, Alfred Wanckel. Fue inaugurado en 1908. El museo lleva el nombre del presidente, fallecido en 1907, de la Sociedad Naturalista de Osterland, el príncipe Mauricio de Sajonia-Altemburgo, hermano del gobernante, el duque Ernesto I.